# Hipolit Orgelbrand

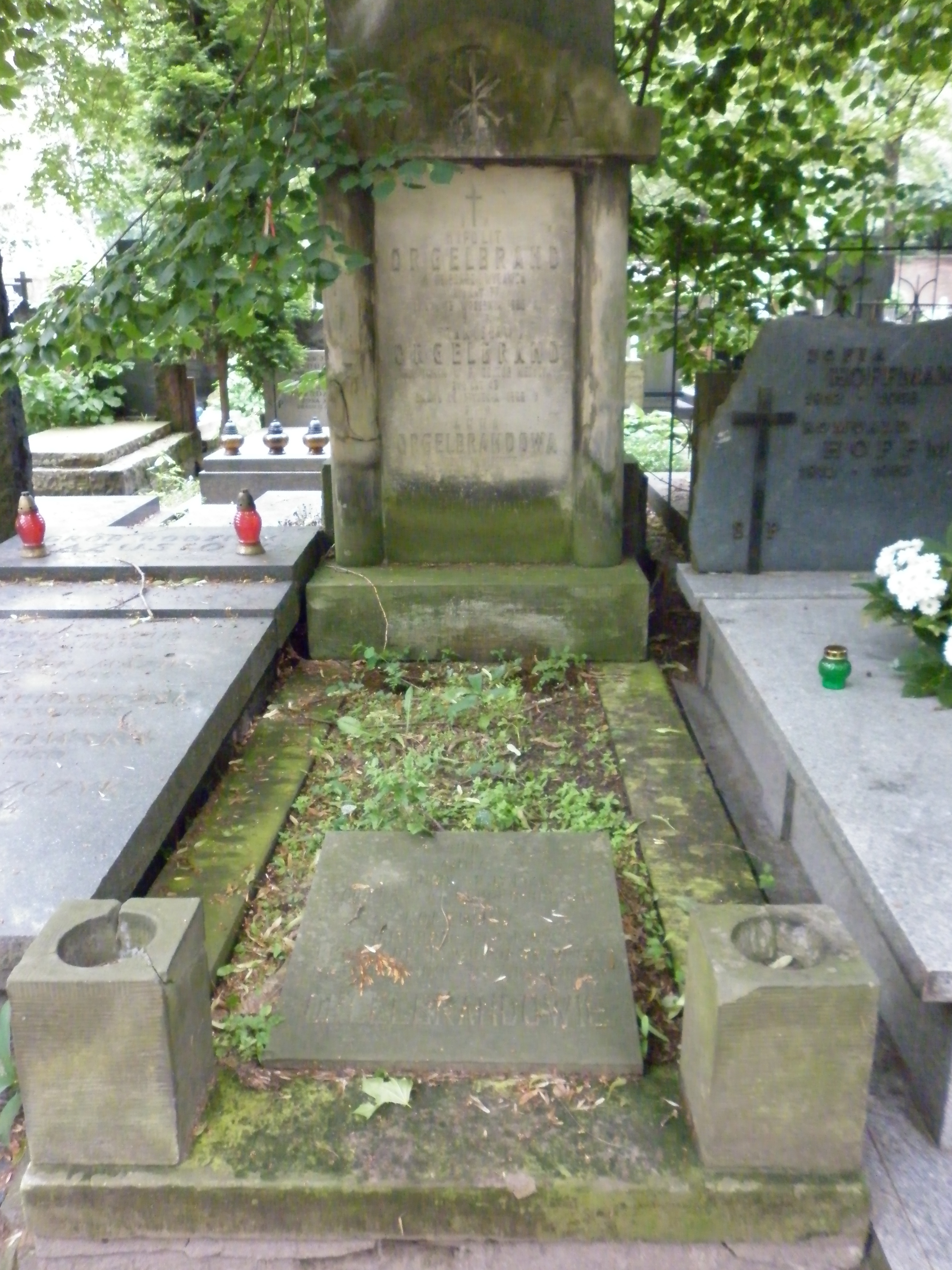
Grób Hipolita Orgelbranda na cmentarzu Powązkowskim

Hipolit Orgelbrand (ur. 29 stycznia 1843 w Warszawie, zm. 13 września 1920 tamże), syn Samuela i starszy brat Mieczysława, wydawca, księgarz, drukarz.

## Życiorys
Nieznane są szkoły, do których uczęszczał, wiadomo natomiast, że na początku 1865 miał tytuł magistra prawa i administracji. Od śmierci ojca w 1868 kierował wraz z matką jego zakładem: drukarnią, odlewnią czcionek i księgarnią nakładową. W 1871 zaznajamiał się za granicą z najnowszymi osiągnięciami technicznymi w dziedzinie poligrafii, a od 1 stycznia 1872 objął wraz z bratem Mieczysławem poojcowską firmę jako współwłaściciel, przy czym zajmował się głównie sprawami związanymi z drukiem, pozostawiwszy Mieczysławowi rozwój technologii i sprawy odlewni czcionek. W 1896 wspólnie z bratem przekształcili firmę w Towarzystwo Akcyjne, którego był jednym z głównych akcjonariuszy, posiadając w 1902 roku 114 (Mieczysław miał 122) spośród 871 akcji. Po śmierci brata w 1903 nadal prowadził Towarzystwo Akcyjne Odlewni Czcionek, Drukarni i Litografii, wciąż pod niezmienioną firmą ... S. Orgelbranda Synów, które pozostawało największym przedsiębiorstwem tej branży w Warszawie.
Rozwój firmy załamał się w 1907 w wyniku cofnięcia zamówień dla rosyjskich kolei żelaznych: druków, formularzy, rozkładów jazdy itp. oraz równoczesnego ograniczenia w Rosji rynków zbytu na czcionki i przybory drukarskie. Bankructwo O. Bunimowicza w Wilnie, jednego z pośredników ratalnej sprzedaży wydawnictw Towarzystwa spowodowało dalsze straty i w rezultacie zadłużenie w Banku Handlowym w Warszawie, który przejął większość akcji i wyznaczył Zygmunta Rundo dyrektorem zarządzającym firmy, Hipolitowi pozostawiając jedynie stanowisko dyrektora tytularnego. W tym czasie ograniczono działalność pozawydawniczą Towarzystwa, skupiając się przede wszystkim na publikowaniu wartościowych prac naukowych.
Zabiegi te nie uratowały jednak Towarzystwa przed bankructwem. W 1919 cały jego majątek zlicytowano. Po likwidacji księgarni, posesję, zakłady graficzne i magazyny wydawnictw zakupili bracia Koziańscy z Krakowa, którzy prowadzili przedsiębiorstwo pod firmą «Zakłady Graficzne Eugeniusza i Dr Kazimierza Koziańskich, dawniej S. Orgelbranda Synów».
Hipolit Orgelbrand był żonaty z Anną z Weinsteinów (1853 – 26 października 1924), z którą miał córki: Bronisławę (1871–1872), Teresę (ur. 15 października 1876, później żonę adwokata J. Peretza), Amelię Anielę (ur. 1 października 1878, zm. 8 kwietnia 1955, żonę Jana Jakuba Litauera), oraz synów: Stanisława Andrzeja (6 stycznia 1879 – 14 stycznia 1922), ppłk. Wojska Polskiego, doktora nauk medycznych, dyrektora „Hydropatii” (zakładu hydroterapii) w Kaliszu, oraz Bolesława (1884–1957), rektora Szkoły Inżynierskiej w Poznaniu i profesora późniejszej Politechniki Poznańskiej. 
Hipolit Orgelbrand został pochowany na cmentarzu Powązkowskim w Warszawie (kwatera 230-6-22).